# Jean de Schulemberg
Jean de Schulemberg, comte de Montdejeu (° 1597 - château de Guincourt † mars 1671 - Montdejeu), était un militaire français, d'origine prussienne, du XVIIe siècle. Il fut maréchal de France, lieutenant général de l'Artois, et comte de Mont-de-Jeux (canton d'Attigny).

## Biographie
Fils de Jean de Schulemberg ( † avant 1608), seigneur de Montdejeu et de sa épouse, Anne d'Averhoult ( † après 1608), fille de Jean d'Averhoult, (famille d'Averhoult), seigneur de La Lobe, Schulemberg naquit au château de Guincourt, en 1597.
Après avoir fait ses classes à l'académie de Sedan, il embrassa la profession militaire.
Il était cornette de Henri de La Tour, prince de Sedan, en 1614, lorsqu'il vint au secours de la ville de Verceil, en Piémont. Schulemberg « s'y jeta », n'ayant encore que seize ans. L'année suivante capitaine d'une compagnie de chevau-légers, il fut envoyé au secours du comte Palatin en Bohême et n'en revint qu'après s'être trouvé à la bataille de la Montagne Blanche, le 8 novembre 1620.
L'année suivante, les guerres de religion ayant éclaté, il servit aux sièges de Saint-Jean-d'Angely et de Montauban, puis à celui de Coblence qu'il défendit comme gouverneur, pendant 14 mois.
Il supporta, en 1637, toutes les fatigues du long siège d'Hermenstein, forteresse en face de Coblence qui fut rendue sans sa participation.
Il a combattu sous le maréchal de La Force, commanda des troupes en Berry et en Artois, fut fait maréchal de camp au siège d'Hesdin (1639), aida à forcer le passage de l'Escaut en 1649, et devint lieutenant-général des armées du roi en Flandres en 1650.
Appelé au gouvernement de la ville d'Arras, en 1652, il en soutint le siège, deux ans après, avec tant d'habileté, que le prince de Condé, qui tenait le parti des Espagnols, fut contraint de se retirer le 25 août, après avoir été forcé et battu dans ses lignes.
Ce service lui valut le bâton de maréchal de France, en juin 1658. Il fut décoré du titre de chevalier des ordres du roi, le 31 décembre 1661.
En 1664, il se retira dans les Ardennes. Il y construisit un nouveau château, à Mont-de-Jeux, plus confortable que le château de son enfance.
Fin mars 1671, il mourut en ce nouveau château de Mont-de-Jeux, entouré de quelques-uns de ses compagnons les plus fidèles. Il laissait pour seule héritière sa petite nièce Marie de Roland de Schulemberg.

### Mariage
Il épouse suivant contrat passé à Amiens le 8 septembre 1640 devant les notaires Jean Daiz et Jean Dènes, Françoise Madeleine de Forceville 
(Bezencourt, 1620 - 26 janvier 1675), fille d'Adrien de Forceville, chevalier, seigneur de Bezencourt, Ainval, Applaincourt, lieutenant de Roi des villes et citadelle de Doullens, chevalier des ordres du Roi, et de sa seconde épouse, Barbe de Hille.
Ce mariage, voulu par Richelieu, ne fut pas heureux et resta sans descendance.

### Portrait
Louis-Philippe Ier commanda en 1835, pour son musée historique de Versailles, son portrait à François-Joseph Heim (copie d'après une gravure).

## Armoiries
| Figure | Blasonnement |
|        | De sable, au chef d'azur, ch. de quatre épées rangées d'argent, garnies d'or, posées en pals, les pointes en haut., |